# کریم‌آباد (گالیکش)
کریم‌آباد روستایی در دهستان ینقاق بخش مرکزی شهرستان گالیکش استان گلستان ایران است.

## جمعیت
بر پایه سرشماری عمومی نفوس و مسکن در سال ۱۳۹۵ جمعیت این روستا ۴۰۹ نفر (۱۲۱خانوار) بوده‌است.